# Geórgiosz Pakhümerész
Geórgiosz Pakhümerész (Γεώργιος Παχυμέρης, Jeórjiosz Pahimérisz, latinul: Georgius Pachymeres), (Nikaia, 1242 körül – Konstantinápoly, 1310 körül) középkori bizánci történetíró.

## Élete és műve
Konstantinápolyi egyházi emberként írta meg az 1260-tól 1308-ig terjedő időszak történetét. Krónikája tulajdonképpen Geórgiosz Akropolitész krónikájának folytatásaként tekinthető. 
Pakhümerész külpolitikai eseményekkel nemigen foglalkozik, ezeket is inkább csak a dinasztikus házassági tervek, kapcsolatok háttereként érinti. Elsősorban a katolikus–ortodox egyházi unió körüli belső küzdelmeket, dogmatikai vitákat vizsgálja. Az unió elutasításában görög öntudata mutatkozik meg, ahogy archaizáló nyelvezetében is. Művének azzal igyekszik többek közt antik veretet adni, hogy a régóta feledésbe ment ókori attikai naptár hónapneveit használja.

## Személye aRégi tudós világ históriájában
Budai Ézsaiás teológus és történetíró a Régi tudós világ históriája című 1802-es, Debrecenben megjelent nagy tudós-lexikonában a következőket írja Pakhümerészről:
| GEORGIUS PACHYMERES vagy Pachymerius, született 1242-benn, Nicaeábann. Az Attya egy vólt azok közűl a’ Görögök közzűl, kik Constantzinápolyt odahagyták, mikor azt a’ Napnyúgotiak megvették. Georgius Pachymeres mindazáltal 19. esztendős korábann viszszatért Constantzinápolyba, mihelyt azt Michaël VIII. Palaelogus viszszavette, mely 1261-benn esett; és minthogy kitetző tudománnyal bírt, fő Egyházi és Polgári hívatalokra emeltetett; Diaconussá, Hieromnemonná, Patriarcha Protecdicussává, és Tsászári Dicaephylaxá tétetvénn. Mikor hólt meg? nem tudatik. Ennyi bizonyos, hogy még 1308-bann élt; mivel az ő 13. könyvből álló Byzantiumi Históriája, mely 1258-onn kezdődik, azon esztedőnn végződik. Leírta Michaël Paleologusnak, és annak fiának, az Idősbb Andronicus Palaeologusnak históriáját. Hogy a’ Napkeleti Ekklésia a’ Napnyúgotival egygyesűljönː egyáltallyábann nem akarta. |

## Művei magyarul
- részletek INː (szerk.) Simon Róbert – Székely Magda – Dimitriosz Hadziszː A bizánci irodalom kistükre, Európa Könyvkiadó, Budapest, 1974, ISBN 963-07-0345-9, 225–237 p